# Beatrix av Brandenburg
Beatrix av Brandenburg, död 22 september 1314 i Wismar, var genom sitt äktenskap med furst Henrik II Lejonet av Mecklenburg (1266–1329) furstinna av Mecklenburg. Hon var dotter till markgreve Albrekt III av Brandenburg-Salzwedel och prinsessan Matilda av Danmark och tillhörde huset Askanien.
Beatrix gifte sig med Henrik II 1292 i Stargard. Hon medförde Stargards borglän som hemgift i äktenskapet. Vid Beatrix död 1314 uppstod en arvsstrid mellan huset Askanien och huset Mecklenburg, då hon inte fick några söner i äktenskapet och hennes askaniska släktingar därmed ansåg att länet borde återbördas till Brandenburg, vilket mecklenburgarna bestred. Konflikten blev del av det nordtyska Markgrevekriget (1308–1317). Genom Henrik II:s seger över markgreve Valdemar av Brandenburgs här vid Gransee 1315 och freden i Templin 1317 tvingades Brandenburg avstå från sina anspråk på Stargard, som därefter blev en del av Mecklenburg.